# Valerianella microcarpa
Valerianella microcarpa es una especie de planta perteneciente a la familia  Valerianaceae.

## Descripción
Es una hierba anual con tallos que alcanzan un tamaño de hasta 12 (-30) cm de altura. Las hojas inferiores de hasta 3 x 0,6 cm, oblanceoladas o espatuladas, obtusas, enteras o sinuadas; las superiores de estrechamente ovadas a ovadolanceoladas, subenteras o dentadas. Las flores en corimbos, con cimas parciales densas. Brácteas linear-lanceoladas. Corola de 0,8-1,2 mm, violeta-purpúrea. Los frutos de 0,8-1 mm, ovoideos, con cavidades estériles separadas por un área suborbicular plana, pubescentes. Cáliz persistente reducido a una pequeña lengüeta. Florece de marzo

## Distribución y hábitat
Se encuentra en los pastos terofíticos de barbechos y baldíos, claros de matorral y campos; a una altitud de 0-1450(1760) metros, en Macaronesia (Madeira), región mediterránea y Este de África. Está dispersa por la península ibérica, frecuente en Sierra Norte, Aracena, Andévalo, Aljarafe, Vega, los Alcores, Litoral onubense; rara en las Campiñas. 

## Taxonomía
Valeriana microcarpa fue descrita por Jean Louis August Loiseleur-Deslongchamps y publicado en Votice sur les plantes àa ajouter a la flore de France 151, en el año 1810.
Citología
El número de cromosomas es de:  2n= 16.
Sinonimia
- Fedia microcarpa (Loisel.) Rchb.
- Fedia mixta (L.) Vahl
- Valeriana mixta L.
- Valerianella dentata var. microcarpa (Loisel.) Pau
- Valerianella mixta (L.) Dufr.
- Valerianella morisonii [forme] microcarpa (Loisel.) Rouy & E.G. Camus in Rouy & Foucaud[4]